# Vagueza
Vagueza é um termo usado em Lógica filosófica, cujo interesse reside no esclarecimento e solução dos problemas da inconsistência das Línguas naturais. Há frases que são precisas, mas há muitas outras que são vagas. 
Se aceitarmos a Lei do terceiro excluído e a Lei da bivalência então teríamos de admitir que todas as línguas naturais são geradoras de inconsistências. Ou então, para não aceitar isto, teríamos de rejeitar aqueles princípios, o que implicaria pôr de parte a Lógica de primeira ordem, também conhecida por clássica. Esta solução está associada à construção de sistemas de lógica polivalente, como a Lógica difusa. Uma outra solução seria considerar que os princípios da lógica apenas se aplicariam a línguas ideias, destituídas de predicados vagos, e não às línguas naturais. Esta solução inspirada em Frege, é considerada muito conservadora.
Se de facto considerarmos que toda a proposição ou é verdadeira ou falsa, a maior parte das expressões na língua natural parecerão vagas. Frases vagas são, por exemplo, aquelas que se aplicam a casos de fronteira, como nomeação de cores (vermelho que admite tons alaranjados e de púrpura), ou caracterização de pessoas (calvas, idosas, etc.). Uma pessoa não se torna calva a partir da redução de um único cabelo. Ou uma pessoa não se torna uma pessoa idosa de um dia para o outro. As pessoas envelhecem, mas não há um dia exacto a partir do qual se tornam idosas. O ideal de uma pessoa calva (com zero cabelos) deve ser raro encontrar. Assim, uma pessoa com um cabelo, ou dez, ou mesmo cem, é uma pessoa calva. Mas a partir de quantos cabelos uma pessoa é calva? Daí se dizer que expressões como “calvo” ou” idoso” são expressões vagas.
Uma frase, perfeitamente precisa, não dá lugar a vagueza. Mas no uso das línguas naturais é muito raro isso acontecer. Mesmo que houvesse o cuidado de criar termos o mais preciso possível, acabariam por surgir sempre contingências imprevistas por via de novas descobertas e combinações de propriedades que dificultariam a precisão. O problema da vagueza inclui o Paradoxo sorites e levanta a questão de saber se a Lógica clássica deve ser alterada no sentido de admitir graus de verdade que correspondam a graus de vagueza.
O Paradoxo sorites é um paradoxo importante porque revela a existência de uma tensão entre a Lógica de primeira ordem e outras linguagens, quer com o raciocínio matemático, quer com a semântica de predicados da linguagem natural. Daí que a introdução de graus de verdade e a substituição da lógica clássica pelas lógicas polivalentes se tem mostrado um tipo de solução. Normalmente chama-se “sorites” à dualidade não-calvo/calvo, ou novo/idoso. Ocasionalmente o termo é reservado para o primeiro lado do binómio, chamando-se ao segundo lado "phalakros".
Por vezes ocorre confusão entre vagueza e ambiguidade. Mas uma expressão pode ser ambígua sem ser vaga. Depois de se desambiguar a expressão, não temos necessariamente de cair em vagueza. Mas só podemos chegar à precisão perfeita na medida em que a natureza do assunto o permitir.